# Hermann Popert
Hermann Martin Popert (* 12. November 1871 in Hamburg; † 5. Februar 1932 in Altona; Pseudonym Fidelis) war ein deutscher Rechtsanwalt, Richter und Schriftsteller. Sein Roman Helmut Harringa (1910) wurde zu einem großen Erfolg vor allem in der Jugendbewegung.

## Leben und Werk
Popert stammte aus einer jüdischen Kaufmannsfamilie, besuchte zuerst eine Privatschule und dann das Wilhelm-Gymnasium in Hamburg. Dort erhielt er 1889 das Reifezeugnis. Anschließend studierte er Rechtswissenschaften in Straßburg und München. Er promovierte in Leipzig und war nach seinem Referendariat als Rechtsassistent und Rechtsanwalt in Hamburg tätig. Von 1903 bis 1910 amtierte Popert als Land- und Amtsrichter in Hamburg. Von 1907 bis 1910 gehörte er der Hamburgischen Bürgerschaft an, wo er sich den Vereinigten Liberalen unter Carl Wilhelm Petersen und Carl Braband anschloss. In der Bürgerschaft setzte er sich für einen schärferen gesetzlichen Kampf gegen die so genannte Schmutz- und Schundliteratur ein. 1910/11 arbeitete er als Volontär in einem Münchner Verlag.

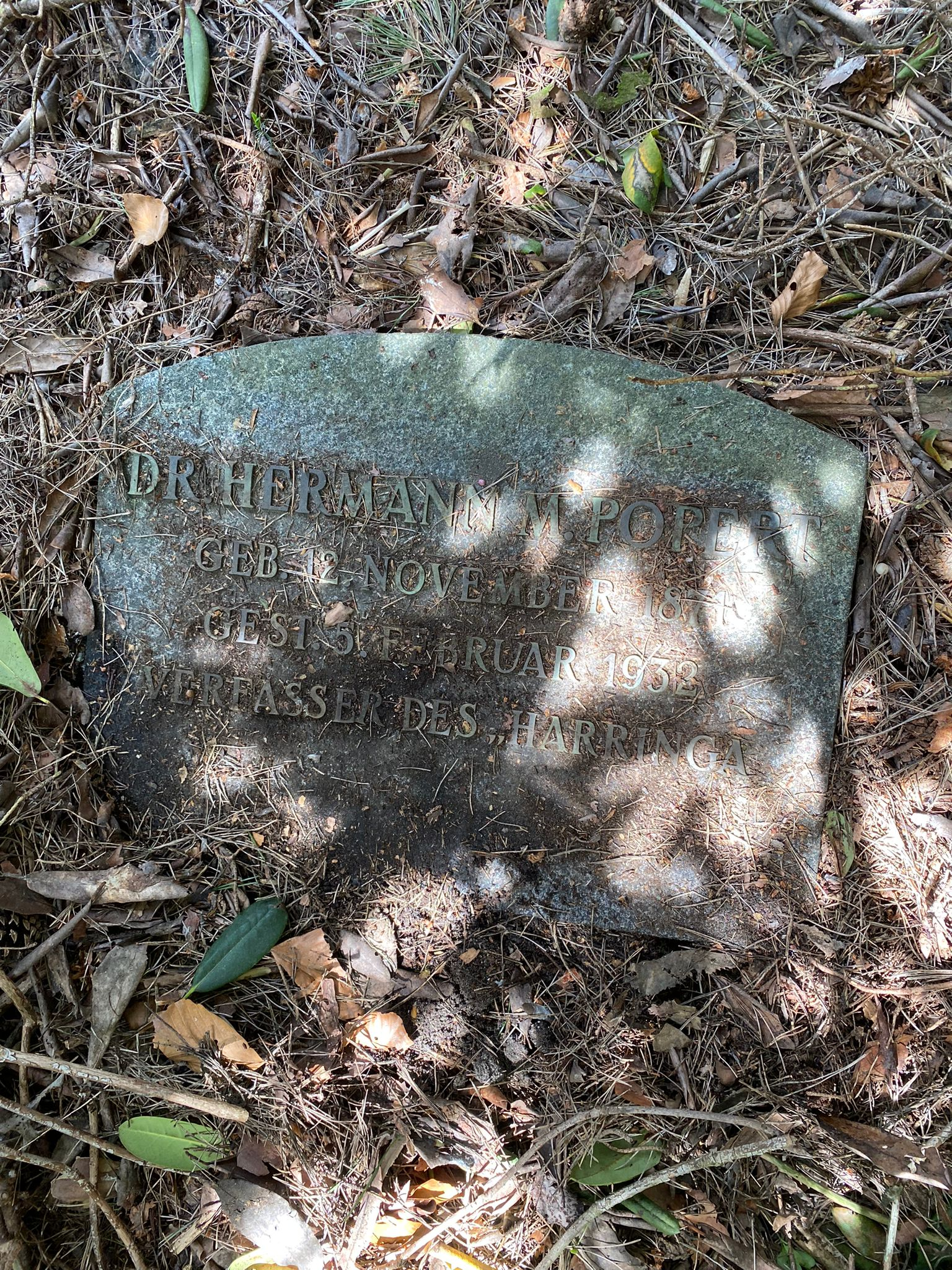
Grabstätte auf dem Friedhof Ohlsdorf

Popert engagierte sich gegen Alkohol- und Nikotinmissbrauch. Er gehörte dem Ausschuss des Allgemeinen Deutschen Zentralverbandes zur Bekämpfung des Alkoholismus  und dem deutschen Guttemplerorden an, hielt Reden und veröffentlichte zahlreiche Broschüren. 1910 gab der Dürerbund Poperts Roman Helmut Harringa. Eine Geschichte aus unserer Zeit für das deutsche Volk heraus, der sich zu einem großen Erfolg entwickelte und 1925 im 310. Tausend erschien.
Der Held des Romans, Helmut Harringa, ein junger, blonder Ostfriese tritt dabei in der Episodenhandlung gegen die „Entartungen“ der industriellen Moderne, gegen Alkoholismus, Verbrechen, vorehelichen Geschlechtsverkehr und Prostitution in der Großstadt an, aber auch gegen die Vermischung der nordischen mit anderen, angeblich „minderwertigen“ Rassen, die vor allem durch Slawen, Südländer und Asiaten verkörpert werden. Der Roman biete, so Christoph Klotter und Niels Beckenbach, „ein Sammelsurium von antimodernen Ängsten und rassistischen Projektionen, unterlegt von einem Germanentum im schlichten Postkartenformat; es ist ein Appell an primitive Gefühle, eine Mixtur aus Antimoderne und Ressentiment gegen fremde Ethnien, ein Rassismus noch mit angezogener Handbremse.“ Für Kai Detlev Sievers folgt Popert in Helmut Harringa weitgehend
dem Zeichen- und Symbolsystem der völkischen Ideologie. Poperts völkisch-soziale Position erscheine zwar einerseits fortschrittlich-liberal, weil sie die Weiterentwicklung gesellschaftlicher Strukturen für notwendig erachte, lehne auf der anderen Seite aber die parlamentarische Demokratie ab Harringa wurde als lebensreformerische „Lichtgestalt“ zu einer Leitfigur der deutschen Jugendbewegung. Der jugendbewegte Werner Helwig urteilte noch 1960: „Für alles, was einmal Wandervogel war oder Bewegung um jeden Preis, ist und bleibt der Roman dieses Autors ein Hort der Zukunftsverkündigung.“ Poperts jüdische Herkunft wurde später von Hans Blüher zum Anlass genommen, den Roman als „aus verdorbenem Blut“ zu bezeichnen.
Popert hielt auf dem Freideutschen Jugendtag auf dem Hohen Meißner 1913 eine Rede über Abstinenz, Bodenreform und Sozialpolitik. Nach dem Erfolg des Romans nahm er seinen Abschied als Richter und gründete gemeinsam mit Hans Paasche den Vortruppbund und die lebensreformerische und pazifistische Zeitschrift Vortrupp, die von 1912 bis 1921 erschien. Popert publizierte darin unter dem Pseudonym Fidelis und setzte sich während des Ersten Weltkriegs für einen Verständigungsfrieden ein. Sein „deutscher Pazifismus“ versuchte, Patriotismus mit einem verbalen Bekenntnis zum Frieden zu verbinden. Er befürwortete die Regierungspolitik, lehnte aber Annexionen ab. Sein Pazifismus drückte sich auch in seinem Tagebuch eines Sehenden (1920) und in seinem Drama Wenn (1922) aus.
Durch die Inflation geriet Popert in wirtschaftliche Schwierigkeiten und war von 1923 bis 1930 wieder Amtsrichter in Hamburg.
Hermann Popert ruht in der heute verwaisten Familiengrabstätte auf dem Friedhof Ohlsdorf (Planquadrat T 24).

## Werke
- Hamburg und der Alkohol. Gräfe, Hamburg 1903.
- Das nächste praktische Ziel der Abstinenz-Bewegung. Vortrag, gehalten auf dem zweiten deutschen Abstinententag zu Altonar, am 16. Juli 1904. 2. Auflage, Flensburg 1904.
- Wir und das Alkoholkapital. Vortrag, gehalten am 30. September 1904 …, Flensburg 1904.
- Ein Schritt auf dem Wege zur Macht. Ein Wort an die deutschen Abstinenten und die deutschen Anhängerinnen und Anhänger des Frauenstimmrechts, Vortrag gehalten auf dem V. Deutschen Abstinententage zu Flensburg, am 27. Juli 1907. Gustav Fischer, Jena 1907.
- Was will unsere Zeit von der deutschen Studentenschaft? Vortrag gehalten in der grossen Aula der Universität Kiel, am 7. Februar 1908. Gustav Fischer, Jena 1908.
- Helmut Harringa. Eine Geschichte aus unserer Zeit., Dresden 1910.
- Corpskneipe. Verl. der Zukunft, Berlin 1911.
- Der Fall Schifferer. Wigand, Leipzig 1912.
- Die ’s am schwersten drückt. Wigand, Leipzig 1912.
- und Hans Paasche: Der Vortrupp. G. Wigand, Leipzig 1912.
- Das Lied von der weißen Kunst. Vertrupp-Verl, Hermann 1913.
- Freideutsche Zukunft. Ein Gruß zur Jahrhundertfeier auf dem Hohen Meißner. Wigand, Leipzig 1913.
- Grossreinmachen. E. Abrechn. mit d. Fälschungen u. Unwahrheiten, die gegen d. „Freidtsch. Jugendtag“ u. d. Vortrupp verbreitet worden sind. Vortrupp-Verl, Hamburg 1913.
- Der „Vortrupp“ und die Frauenbewegung. 2. Auflage. Janssen, Hamburg 1914.
- Hülfsnotizen für das Ausbildungspersonal … Rekruten-Depot 2 des Ersatzbataillons Res.-Inf.-Rgts ; Nr 107. [s. n.], [s. l.] 1915.
- Der Lohn der Opfer. Janssen, Hamburg 1917.
- Elternpflicht. 2. Auflage. A. Janssen, Hamburg 1917.
- Freiheit und Vaterland. Janssen, Hamburg 1918.
- Haag. A. Janssen, Hamburg 1918.
- Solf und das koloniale Kriegsziel. A. Janssen, Hamburg 1918.
- "Zum ewigen Frieden". A. Janssen, Hamburg 1918.
- Das nächste praktische Ziel der Abstinenz-Bewegung. Vortrag geh. … 2. Auflage. Janssen, Hamburg 1919.
- Erzbergers Grundgedanken. A. Janssen, Hamburg 1919.
- Jesus Christus. 2. Auflage. Janssen; Vortrupp-Verlag, Hamburg 1919.
- Moorgrund. Offener Brief an Alfred H. Fried. Janssen, Hamburg 1919.
- Spartakus in der Jugendbewegung. Vortrupp-Verl, Hamburg 1919.
- Unsere Ziele und Wege. Janssen, Hamburg 1919.
- Freiburger Zustände. Jansen, Hamburg 1920.
- Tagebuch eines Sehenden, 1914-1919. A. Jansen, Hamburg 1920.
- Wenn … Ein vaterländischer Traum ; 5 Aufzüge. Hanf, Hamburg 1922.
- Hamburg und der Schundkampf. In 2 Büchern. Dt. Dichter-Gedächtnis-Stiftung, Hamburg-Grossborstel 1926.
- Filmfragen. Dt. Dichter-Gedächtnis-Stiftung, Hamburg-Grossborstel 1927.